# アルテム・ボンダレンコ
アルテム・ユリヨヴィチ・ボンダレンコ（ウクライナ語: Артем Юрійович Бондаренко, ラテン文字転写: Artem Yuriyovych Bondarenko, 2000年8月21日 - ）は、ウクライナのプロサッカー選手。シャフタール・ドネツィク所属。ポジションはミッドフィールダー。

## 経歴

### クラブ
シャフタール・ドネツィクの下部組織出身で、2020年にクラブと初のプロ契約を交わした。
2020年3月1日、ウクライナ・プレミアリーグ第20節のヴォルスクラ・ポルタヴァ戦でトップチームデビュー。その後、シーズン終了までコンスタントに試合に出場し、翌シーズンは期限つき移籍でイリチヴェツ・マリウポリでプレイした。
9月18日、ドニプロ-1戦でプロ初ゴールを記録すると、このシーズン、マリウポリで大きな活躍をみせた。2021年4月3日のインフレツィ・ペトロヴェ戦では自身初、また2020-21シーズン初となるハットトリックを記録し、リーグ第20節の最優秀選手に選出された。

### 代表
2018年からウクライナの世代別代表に召集されると、2021年5月にはUEFA EUROに臨むアンドリー・シェフチェンコが率いるA代表の予備登録メンバーに召集された。
2023年6月、UEFA U-21欧州選手権に出場。ウクライナのキャプテンを務め、2ゴール1アシストを記録した。

## 個人成績
| 国内大会個人成績 | 国内大会個人成績         | 国内大会個人成績 | 国内大会個人成績 | 国内大会個人成績 | 国内大会個人成績 | 国内大会個人成績 | 国内大会個人成績 | 国内大会個人成績 | 国内大会個人成績 | 国内大会個人成績 | 国内大会個人成績 |
| 年度             | クラブ                   | 背番号           | リーグ           | リーグ戦         | リーグ戦         | リーグ杯         | リーグ杯         | オープン杯       | オープン杯       | 期間通算         | 期間通算         |
| 年度             | クラブ                   | 背番号           | リーグ           | 出場             | 得点             | 出場             | 得点             | 出場             | 得点             | 出場             | 得点             |
| ウクライナ       | ウクライナ               | ウクライナ       | ウクライナ       | リーグ戦         | リーグ戦         | リーグ杯         | リーグ杯         | ウクライナ杯     | ウクライナ杯     | 期間通算         | 期間通算         |
| ---------------- | ------------------------ | ---------------- | ---------------- | ---------------- | ---------------- | ---------------- | ---------------- | ---------------- | ---------------- | ---------------- | ---------------- |
| 2019-20          | シャフタール・ドネツィク | 75               | プレミアリーグ   | 5                | 0                | -                | -                | 0                | 0                | 5                | 0                |
| 2020-21          | イリチヴェツ・マリウポリ | 21               | プレミアリーグ   | 21               | 8                | -                | -                | 2                | 0                | 23               | 8                |
| 2021-22          | シャフタール・ドネツィク | 15               | プレミアリーグ   | 6                | 1                | -                | -                | 1                | 0                | 7                | 1                |
| 2022-23          | シャフタール・ドネツィク | 21               | プレミアリーグ   | 28               | 9                | -                | -                | -                | -                | 28               | 9                |
| 2023-24          | シャフタール・ドネツィク | 21               | プレミアリーグ   | 21               | 4                | -                | -                | 4                | 2                | 25               | 6                |
| 通算             | ウクライナ               | ウクライナ       | プレミアリーグ   | 81               | 22               | -                | -                | 7                | 2                | 88               | 24               |
| 総通算           | 総通算                   | 総通算           | 総通算           | 81               | 22               | 0                | 0                | 7                | 2                | 88               | 24               |

## タイトル

### クラブ
シャフタール・ドネツィク
- ウクライナ・プレミアリーグ（2019-20）